# Celada del Camino (kommunhuvudort)
Celada del Camino är en kommunhuvudort i Spanien.   Den ligger i provinsen Provincia de Burgos och regionen Kastilien och Leon, i den norra delen av landet, 210 km norr om huvudstaden Madrid. Celada del Camino ligger 799 meter över havet och antalet invånare är 102.
Terrängen runt Celada del Camino är huvudsakligen lite kuperad. Celada del Camino ligger nere i en dal. Runt Celada del Camino är det mycket glesbefolkat, med 7 invånare per kvadratkilometer. Närmaste större samhälle är Estépar, 3,2 km nordost om Celada del Camino. Trakten runt Celada del Camino består till största delen av jordbruksmark.